# جوی فیلدینگ
جوی فیلدینگ (انگلیسی: Joy Fielding؛ زادهٔ ۱۸ مارس ۱۹۴۵) یک رمان نویس و هنرپیشه اهل کانادا است.

## زندگی‌نامه
خانم فیلدینگ زاده شهر تورنتوی کانادا می‌باشد. او در سال ۱۹۶۶ با مدرک کارشناسی هنر از دانشگاه تورنتو دانشگاه تورنتو فارغ‌التحصیل شد. او در سال ۱۹۶۵ نقش مختصری در فیلم زمستان ما را گرم نگه داشته بود  Winter Kept Us Warm ایفا کرد و نیز در اپیزودی از فیلم دود اسلحه ظاهر شد. او بعدها نام فامیلی خود را از تپرمن به فیلدینگ تغییر داد و شروع به نوشتن رمان کرد.
او همچنین فیلمنامه‌نویس فیلم تلویزیونی Golden Will: The Silken Laumann Story می‌باشد.

## زندگی شخصی
خانم فیلدینگ اولین داستان خود را در سن ۸ سالگی و اولین فیلمنامه خود رادر ۱۲ سالگی نوشت و آن را برای یک مجله محلی ارسال کرد. اما هیچ‌کدام از آن‌ها پذیرفته نشدند. او که چند نقش کوتاه در فیلم‌های مختلف را ایفا کرده بود، در نهایت در سال ۱۹۷۲ همین مختصر بازیگری را نیز برای آغاز نویسندگی تمام وقت کنار گذاشت.
او تا به حال ۲۲ رمان منتشر کرده‌است که از روی دو مورد از آن‌ها فیلم ساخته شده‌است. حوادث شخصیت‌های کتاب‌های فیلدینگ در شهرهای آمریکا به ویژه بوستون و شیکاگو رخ می‌دهد. او در این باره می‌گوید که ترجیح می‌دهد فضای رمان‌های خود را در شهرهای بزرگ آمریکایی خلق کند تا خواننده تصویر بهتری از بیگانگی شهری و از دست دادن هویت داشته باشد.
فیلدینگ شهروند کانادایی است. همسر او وارن سیفرت "Warren Seyffert " نیز وکیل اهل تورنتو می‌باشد. آن‌ها دارای دو دختر به نام‌های آنی و شانن هستند.

## مصاحبه
فیلدینگ در سال ۲۰۰۷ بعد از انتشار کتاب در پوش قلب که در ایران با نام خاطرات قاتل منتشر شده‌است، مصاحبه‌ای با Vancouver Sun داشت که در آن اظهار داشت از اینکه در انتهای داستان خواننده را غافلگیر کند لذت می‌برد. اما او اصرار دارد که همه قضیه این نیست و او بیشتر بر بسط دادن شخصیت‌های داستانش تأکید دارد. او همچنین در سال ۲۰۰۸ در مصاحبه‌ای با تورنتو استار گفت: «ممکن است داستان‌های من از نوع ادبیات حسی نباشد، اما من خیلی خوب می‌نویسم. کاراکترهای من خوب هستند. دیالوگ‌های من خوب هستند و داستان‌های من واقعاً درگیر کننده می‌باشند. کتابهای من دقیقاً موضوعاتی را در برمی گیرند که خودم به آنها علاقه دارم و کتابهایی هستند که خودم علاقه به خواندشان دارم. آنها داستانهای تجاری محبوبی هستند. این چیزیه که اونها هستند»